# Trogloneta mourai
Trogloneta mourai là một loài nhện trong họ Mysmenidae.
Loài này thuộc chi Trogloneta. Trogloneta mourai được miêu tả năm 2008 bởi Antonio D. Brescovit & Lopardo.